# فولتا كاتالونيا 1953
فولتا كاتالونيا 1953 (بالإسبانية: Volta a Cataluña 1953)‏ هو سباق دراجات هوائية، وهو الموسم رقم 33 من السباق، وأقيم خلال الفترة 6 سبتمبر 1953، وحتى 13 سبتمبر 1953.
فاز فيه بالمركز الأول  Salvador Botella ‏، وبالمركز الثاني  Francisco Masip ‏، وبالمركز الثالث  خوسيه سيرا جيل.

## الفائزون
| الترتيب | الفائز            |
| ------- | ----------------- |
| الفائز  | Salvador Botella ‏ |
| الثاني  | Francesco Massip ‏ |
| الثالث  | خوسيه سيرا جيل    |